# Церингер
Фонтан «Церингер» (нем. Zähringerbrunnen) стоит в переулке Крамгассе в Берне, недалеко от часовой башни Цитглогге (Zytglogge). Является одним из знаменитых бернских фонтанов XVI века.

## История и оформление
Он был построен в 1535 году Гансом Хилтбрандом. Это единственный из одиннадцати фонтанов Старого Берна, который был построен не Гансом Гингом.
Своё нынешнее название фонтан получил в XIX веке в честь основателя города Бертольда фон Церенгена. Однако сохраняются и такие наименования, как Finstergässlibrunnen или Bärenbrunnen.
Фонтан представляет собой скульптуру медведя в шлеме, за красный пояс которого заткнуты два меча. В правой лапе медведь держит знамя, а в левой щит. На гербе и на щите изображен золотой лев на красном фоне, что должно было быть гербом фон Церингена. Однако, на самом деле на гербе Бертольда был изображен красный орел на золотом фоне. В ногах у большого медведя сидит медвежонок, который кушает виноград.
До 1889 года на бассейне под фонтаном была дата 1542. Но в 1889 году весь бассейн был заменен. В это же время колонна и фигура были перекрашены. Старый бассейн был восьмиугольным. На одной стороне была надпись Protege Nos Domine (с латинского "Защити нас"), а на другой Soli Deo Gloria (с латинского "Слава Богу"). На третьей стороне была дата 1542 римскими цифрами, а на четвертой была надпись, которую, к сожалению, уже нельзя было прочитать в XIX веке. Текущий бассейн является точной копией бассейна Волынщик.